# Pelania mauritanica
La luciérnaga mauritánica (Pelania mauritanica) es una especie de coleóptero de la familia Lampyridae. Es una especie presente en la península ibérica.